# Doãn Hoàng Giang
Doãn Hoàng Giang (2 tháng 8 năm 1938 – 16 tháng 1 năm 2023), còn có tên khác là Doãn Đức Viên, quê thị trấn Phát Diệm huyện Kim Sơn tỉnh Ninh Bình, Chủ tịch Hội đồng nghệ thuật ban Chấp hành hội Nghệ sĩ Sân khấu Việt Nam khoá VI (từ tháng 12 năm 2004), là một đạo diễn sân khấu đương đại nổi tiếng của Việt Nam, người đi đầu trong việc cách tân sân khấu chèo.

## Tiểu sử
Doãn Hoàng Giang sinh ngày 2 tháng 8 năm 1938 tại Phát Diệm, Ninh Bình. Gốc tích của ông thuộc dòng họ Doãn xã Song Lãng, huyện Vũ Thư, tỉnh Thái Bình, của An Tây mưu lược tướng Doãn Uẩn và Đệ Tam giáp Tiến sĩ xuất thân Doãn Khuê - hai danh thần nhà Nguyễn (là cháu 5 đời). Ông thuộc thế hệ khóa 1 của trường Sân khấu điện ảnh, cùng với các nghệ sĩ sân khấu nổi tiếng như: Trọng Khôi, Doãn Châu, Văn Hiệp, Phạm Thị Thành,...
Ông qua đời ngày 16 tháng 1 năm 2023 tại Hà Nội, hưởng thọ 84 tuổi.

## Các tác phẩm sân khấu đã đạo diễn
- Hà My của tôi, thể loại kịch nói
- Bài ca Điện Biên
- Nàng Sita, thể loại hát chèo
- Hoa khôi dạy chồng, thể loại hát chèo
- Hoàng hậu Ba tư, thể loại cải lương
- Đức Thánh Trần - linh hồn Đại Việt
- Nữ tướng Lê Chân, thể loại cải lương
- Nhân danh công lý
- Vòng xoáy, thể loại kịch nói, kịch bản Hữu Ước.
- Tổng đạo diễn tuần liên hoan sân khấu mang tên: "Liên hoan nửa thế kỷ sân khấu", nhân sinh nhật lần thứ 50 Sân khấu Việt Nam, tháng 8 năm 2007.